# Alfred Delcourt
Alfred Delcourt (Sleidinge, 17 de enero de 1929 – 12 de diciembre de 2012) fue un árbitro de fútbol belga.

## Carrera como árbitro
En 1965, Delcourt fue promocionado a arbitra en la Primera División de Bélgica. Dos años después, fue designado para ser árbitro de la FIFA.
En 1976, Delcourt fue escogido para ser árbitro de la Eurocopa 1976, donde pitó la semifinal entre Yugoslavia y Alemania Federal.
Delcourt se retiró del arbitraje en 1978.